# Odio l'impelagabile
Odio l'impelagabile (War and Pieces) è un film del 1964 diretto da Chuck Jones e co-diretto da Maurice Noble. È un cortometraggio d'animazione della serie Looney Tunes, uscito negli Stati Uniti d'America il 6 giugno 1964. Ha come protagonisti Willy il Coyote e Beep Beep e fu l'ultimo cartone animato diretto da Jones per la Warner Bros. Cartoons. Dagli anni novanta viene distribuito col titolo Guerra e... pace.

## Trama
Willy (Caninus collassus nervosus) insegue Beep Beep (Arroventandum asfaltus) e gli lancia una granata, ma questa rimbalza su un saguaro ed esplode su di lui. Il coyote quindi se ne va, pianificando i seguenti piani per catturare o uccidere Beep Beep:
- tenta di lanciarsi su di lui superando un precipizio con un arco e un sistema di pulegge a cui ha legato la coda con una corda, ma essa gli strappa la parte inferiore della sua pelliccia facendolo rimanere in mutande appeso all'arco finché quest'ultimo non si rompe. Willy atterra su una roccia sottostante, ma questa si rompe e lo fa cadere nel precipizio;
- posiziona sulla strada una pressa idraulica attivata da una fotocellula, aspettando che Beep Beep la attraversi. L'uccello però si ferma prima della fotocellula a guardare il fascio di luce, attraversandola solo quando Willy corre verso di lui spazientito. Il coyote viene quindi schiacciato dalla propria trappola;
- si dipinge con della vernice invisibile e salta sulla strada quando sente il verso di Beep Beep, ma si tratta di un camion che lo investe. Il coyote barcolla cadendo da un dirupo in un corso d'acqua;
- camuffa una doppietta come un peep show intitolato I segreti di un harem, e Beep Beep guarda attraverso i fori del fucile girando la manovella mentre Willy si prepara a sparare. Tuttavia il peep show sembra funzionare veramente, così Willy scansa via Beep Beep per vedere di persona ma a quel punto il fucile gli spara in faccia;
- usa un rampino per scalare un dirupo in modo da raggiungere Beep Beep, ma quest'ultimo gli fa notare che il gancio si è impigliato su una nuvola. Il gancio squarcia la nuvola facendo sì che un fulmine colpisca Willy, che scivola a terra;
- si lancia con un razzo verso Beep Beep che si trova in cima a un altro dirupo, ma la forma a mezzo arco di quest'ultimo fa sì che il razzo torni indietro finendo sottoterra. Willy attraversa tutto il pianeta finendo in Cina, dove incontra un Beep Beep cinese. Il coyote tenta di prenderlo, ma l'uccello lo ferma con un gong facendolo ricadere nel buco e riportandolo nel deserto, dove cade con la faccia a terra. Dal buco fa capolino il Beep Beep cinese, che emette il suo verso in cinese i cui ideogrammi formano la parola "Fine".

## Distribuzione

### Edizioni home video

#### VHS
Italia
- Wile E. Coyote & Road Runner n. 3 (ottobre 1991)

#### DVD e Blu-ray Disc
In America del Nord il corto è stato inserito come extra in tutte le edizioni DVD-Video e Blu-ray Disc (sebbene sempre in SD) del film Lo strano mondo di Daisy Clover, mentre la versione in HD è stata inserita nel Blu-ray Looney Tunes Collector's Choice: Volume 3, distribuito in America del Nord il 12 marzo 2024.